# Segnatura (editoria)
In editoria, la segnatura è una sequenza ordinata di pagine ottenuta mediante la piegatura di un foglio di stampa.
La segnatura è anche la lettera o il numero progressivo impresso da una macchina da stampa sulla prima pagina di ciascun foglio stampato e poi piegato.

## Storia
La denominazione di segnatura deriva dalla consuetudine di segnare con una lettera dell'alfabeto o con un numero progressivo in cifre arabiche i fascicoli, solitamente di 8 carte o 16 pagine (anticamente detti quaternioni o quaderni), stampati in un unico ciclo tipografico. I fascicoli dovevano essere segnati soprattutto quando il lavoro di stampa era distribuito fra diverse macchine. Spettava a un addetto il compito di assemblare seguendo le segnature i vari fascicoli da inviare alla legatoria. La segnatura, stampata in un corpo piccolo, veniva posta in basso, a destra o a sinistra, nella prima pagina del fascicolo.
Fino a tutto il XVIII secolo i fascicoli erano contrassegnati con lettere maiuscole dell'alfabeto (23 in tutto, comprese W, X, Y, mentre U e V erano riunite nell'unico segno V); quando la serie terminava, le lettere venivano raddoppiate (AA), poi triplicate e così via. Nei princìpi del libro (le pagine iniziali, solitamente a numerazione romana, contenenti frontespizio, dedica e introduzione) si adoperavano segni o simboli particolari (in genere degli asterischi, ma persino la fogliolina d'edera e la croce di malta).
Col XIX secolo, invece, furono usati i numeri, sempre in cifre arabiche, e anche le lettere minuscole dell'alfabeto ma solo per i princìpi del libro.
L'antica consuetudine di segnare i fascicoli è durata fino a oltre la metà del XX secolo.

## Divisione moderna in segnature
Sono possibili due "famiglie"' di segnature: quella che nasce da una sola piegatura del foglio di carta (il 'quartino' o 'cartesino'), che genera un ottavo piegando ancora una volta il foglio, e quindi il sedicesimo, il trentaduesimo, il sessantaquattresimo; l'altra è ricavata piegando il foglio di carta dapprima in tre (una piega dall'alto in basso, in un verso, e la seconda dal basso in alto nell'altro verso), per poi piegare in due il risultato: è il dodicesimo, che genera il ventiquattresimo, e così via.
Secondo le convenzioni attualmente in uso, le segnature più comuni sono le seguenti:
| Quartino                                                                                    | 4 pagine  | 1 piega  |
| Sestino                                                                                     | 6 pagine  | 2 pieghe |
| Ottavo                                                                                      | 8 pagine  | 2 pieghe |
| Dodicesimo                                                                                  | 12 pagine | 3 pieghe |
| Sedicesimo                                                                                  | 16 pagine | 3 pieghe |
| Ventiquattresimo                                                                            | 24 pagine | 4 pieghe |
| Trentaduesimo                                                                               | 32 pagine | 4 pieghe |
| Fonte: Legatoria. Linee guida e raccomandazioni per le lavorazioni di legatoria, pp. 24-29. |           |          |

Tipograficamente le testate editoriali vengono divise in segnature in base al loro numero complessivo di pagine, alla macchina da stampa ed al tipo di carta impiegata.
La successione delle pagine dipende dal tipo di segnatura, dalla posizione e dall'allestimento che può essere fondamentalmente di tre tipi: punto metallico; brossura fresata; brossura cucita (a filo refe).
Nel caso di un allestimento brossurato cucito a filo refe, le segnature corrispondono a un vero e proprio fascicolo, pertanto le pagine delle segnature saranno consecutive. Ad esempio, un libro in tre trentaduesimi brossurati (altrimenti detto "in sedicesimo") avrà le seguenti segnature:
- prima segnatura =  pagine 1-32
- seconda segnatura = pagine 33-64
- terza segnatura = pagine 65-96

Se invece la rilegatura è a punto metallico, le pagine delle segnature saranno inserite l'una dentro l'altra. Ad esempio, se prendiamo lo stesso libro, rilegato però a punto metallico, le segnature saranno:
- prima segnatura = pagine 1-16 e 81-96
- seconda segnatura = pagine 17-32 e 65-80
- terza segnatura = pagine 33-48 e 49-64